# Плит, Дэвид
Дэвид Джон Плит (англ. David John Pleat; 15 января 1945, Ноттингем, Англия) — английский футболист, играющий на позиции полузащитника, тренер, советник испанского «Атлетико Марбелья».

## Карьера
Плит, будучи нападающим, представлял Англию на школьном уровне, выступая за сборную. Его первым клубом в качестве профессионального игрока был местный «Ноттингем Форест» (1962-64). Затем он играл в «Лутон Таун» (1964-67), «Шрусбери Таун» (1967-68) и «Эксетер Сити» (1968-70), где он играл на левом фланге против команды, которую позже возглавит, «Тоттенхэм Хотспур». Его игровая карьера с успехом закончилась в «Питерборо Юнайтед» (1970-71), после чего он стал тренером и управленцем.
Всего Дэвид сыграл 185 матчей в пяти клубах, забив 26 мячей.